# Millbank Tower
La Millbank Tower est un gratte-ciel de la ville de Londres, Royaume-Uni. Il fut conçu par Ronald Ward et fut construit en 1963 par Mowlem. 
Il fut construit pour abriter le siège de l'entreprise Vickers, disparue en 2004. 
Haut de 118 m, le bâtiment est situé sur la rive nord de la Tamise, dans la Cité de Westminster, non loin du palais de Westminster.